# BDO International
BDO International (også kaldet BDO Global) er et verdensomspændende netværk af revisionsvirksomheder.
Netværket blev etableret i 1963 og koordineres af BDO Global Coordination B.V., der har sit hovedsæde i Bruxelles. Navnet, der blev taget i brug i 1973, er et akronym for Binder Dijker Otte & Co.
Pr. september 2009 bestod BDO International af 100 medlemsvirksomheder med i alt 1.138 kontorer og 46.035 ansatte. Medio 2020 har BDO International mere end 90.000 medarbejdere i 165 lande.